# Der Kuß des Vampirs
Der Kuß des Vampirs ist ein britischer Gruselfilm der englischen Film-Produktionsfirma Hammer aus dem Jahr 1962 (der Film wurde allerdings einige Monate zurückgehalten und erst 1963 veröffentlicht). Ursprünglicher deutscher Kinotitel war Der Kuß des Vampir.

## Handlung
Bayern um die Jahrhundertwende: Der Prolog führt uns auf einen morgendlich-trüben Friedhof, auf dem ein junges Mädchen beerdigt werden soll. Ihr angetrunkener Vater, Professor Zimmer, nähert sich der trauernden Dorfgemeinschaft. Als Professor Zimmer mit einer Schippe Erde auf das Grab werfen will, nimmt er den Spaten, um ihn zornig in den berstenden Sarg zu stoßen: Es ertönt ein gellender Schrei und es quillt Blut aus dem geborstenen Sarg. Professor Zimmer erlöst so seine Tochter. Man sieht durch den Sargdeckel die ruhende Blondine mit spitzen Vampirzähnen liegen.
Den Flitterwöchner Marianne und Gerald Harcourt geht ihrem Automobil unterhalb eines prachtvollen Schlosses das Benzin aus – die beiden sitzen vorerst fest. Im nahen Dorf gibt ihnen der Hotelier Bruno das schönste der leerstehenden Zimmer in seiner heruntergekommenen Absteige. Dort ist es wenig anheimelnd: Die trauernde Wirtsfrau Anna weint leise in einem der leeren Zimmer und deckt für einen zusätzlichen Gast, der nie kommen wird. Noch merkwürdiger scheint den Harcourts der angetrunkene einzige übrige Gast, ein Professor Zimmer. Als abends ein eleganter Diener in Livree die Harcourts auf das prachtvolle Schloss zu einem Diner lädt, nehmen die beiden Dr. Ravnas Einladung nur zu gerne an. Dort, in einer kultivierteren Umgebung, lernen die Harcourts den charismatischen Dr. Ravna und seine Kinder kennen. Carl ist sein sensibler junger Sohn, ein talentierter Pianist, Sabena seine bezaubernde Tochter. Dass kurz nach dem Eintreffen der Gäste ein blutjunges, ausnehmend schönes Mädchen in einem roten Kleid heimlich aus dem Schloss schlüpft, entgeht den Harcourts.
Das schöne Mädchen mit dem roten Kleid streift über den nächtlichen Friedhof. Es kniet an einem frischen Grab und beginnt zu reden: warum „sie“ denn nicht schon gestern zu „ihnen“ gekommen sei. Mit der Ankündigung, „ihr“ zu helfen, beginnt das Mädchen, das Erdreich aufzuwühlen, bis es plötzlich den Griff eines Spatens freilegt – es wollte also Professor Zimmers vampirisierte Tochter aus ihrem Grab befreien. Mit leerem Blick begreift sie, was passiert ist, und schon steht auch Professor Zimmer neben ihr. Das Mädchen entblößt seine spitzen Vampirzähne, die beiden kämpfen kurz, wobei sie es schafft, Professor Zimmer in seine Hand zu beißen. Er bricht entsetzt zusammen und das Mädchen läuft lachend in die Nacht.
Professor Zimmer brennt sich das Mal der Vampirin unverzüglich aus. Marianne und Gerald kehren beschwingt vom anregenden Abend bei den Ravnas zurück. Vor allem Marianne scheint ganz angetan von Carls Klavierspiel, das sie beinahe in einen hypnotischen Zustand versetzt hat. Am nächsten Tag forschen die Harcourts nach dem Grund für Annas Traurigkeit und finden in dem leeren Zimmer ein gerahmtes Foto des Vampirmädchens vom Friedhof in seinem Kommunionskleid. Es ist Tanja, Brunos und Annas Tochter, die offenbar den Vampiren als williges Werkzeug dient. Obwohl Professor Zimmer Gerald und Marianne eindringlich vor Ravna warnt, nehmen beide Sabenas und Carls Einladung zu einem Maskenball an. Angstvoll verlassen die Ravnas den Hotelhof fluchtartig in ihrer Kutsche, als sich zwischen den Regenwolken die Sonne zeigt.
Beim Maskenball ist es Sabenas Aufgabe, Gerald schnell betrunken zu machen, wobei Carl Ravna sich mit der Maske Geralds an Marianne heranmacht. Er lotst Marianne in ein Gemach, wo sie Ravna hinter einem Vorhang in seinem Sarg liegen sieht. Blut rinnt aus seinen Mundwinkeln. Am nächsten Tag hat Gerald einen Kater und ist konsterniert, als ihn die Ravnas aus dem Schloss werfen. Man kenne seine Frau nicht. Er glaubt an einen schlechten Scherz, aber im Hotel geht der Alptraum weiter: Die Wirtsleute geben vor, Marianne nie gesehen zu haben (die Ravnas erpressen sie mit Tanjas Verschwinden) und der herbeigerufene Gendarm findet nichts, was an Mariannes Existenz erinnert: Ihre Kleider und das Gepäck sind fort.
Professor Zimmer ist sein einziger Verbündeter und weiht ihn in das ein, was seiner Frau tatsächlich widerfahren ist: Hypnotisiert von Carls Klavierspiel und verführt von Dr. Ravna ist sie (wie zuvor seine eigene Tochter) nun eine Jüngerin des Vampirkults. Im Schutz der Nacht bricht Gerald in das Schloss ein. Er überzeugt Tanja, ihn zu seiner Frau zu bringen, doch Gerald wird von dem Vampirmädchen in eine Falle gelockt – Dr. Ravna, Sabena und Carl zeigen ihm zwar seine Frau, die aber völlig entrückt ist. Ravna erklärt Gerald, dass sich Marianne von ihm losgesagt habe; diese spuckt ihren Mann sogar an. Tanja bekommt die Aufgabe, Gerald in die Gemeinschaft der Vampire einzuführen, und bewegt sich mit diabolischem Lächeln auf ihn zu. Tanja zerreißt Geralds Hemd, zerkratzt ihm die Brust und bedrängt ihn mit ihren Vampirzähnen, was Marianne erst mit einem spöttischen Lächeln und dann mit unverhohlener Lust betrachtet. Als Gerald sich ein Kreuz aus seinem Blut auf seine Brust malt, weichen alle Vampire entsetzt zurück. Gerald reißt Marianne mit sich. Professor Zimmer verbarrikadiert alle Türen mit Kreuzen und bannt so den Vampirkult im Schloss.
Im Hotel bereitet Professor Zimmer einen großen Exorzismus vor, bei dem durch ein spezielles Ritual die Mächte der Finsternis sich gegen sich selbst stellen. Pater Xavier und Gerald halten derweil die tobende Marianne davon zurück, ihrem Drang, zu Ravna zurückzukehren, nachzugeben. Während sich im Schloss die Anhänger des Vampirkultes im Hauptsaal versammeln (es sind die Partygäste des Maskenballs), hat sich Ravna mit seinen Kindern und Tanja in das Turmzimmer begeben. Marianne kann derweil dem Drang nicht widerstehen und reißt aus, Pater Xavier und Gerald können sie aber wieder einfangen, die Männer halten die Unwillige auf den Boden gedrückt, während Pater Xavier ihr das Kreuzzeichen auf die schweißnasse Haut schlägt. Zimmers Ritual bringt das gewünschte Ergebnis: Ein großer Schwarm Vampirfledermäuse steigt auf, alle Kultmitglieder, auch die Ravnas und Tanja, werden von den Kreaturen zu Tode gebissen und mit Ravnas Vernichtung ist Marianne erlöst.

## Kritiken
- David Pirie schrieb in seinem Buch „The Vampire Cinema“, das Isobel Blacks kraftvolle Darstellung einer „extrem eifrigen“ (extremely zestful) Vampirjüngerin fast dazu führt, den „ganzen Film aus der Waage zu bringen“ (unbalancing the whole movie).

„Abgesehen von dem originellen Schlußgag (…) bietet dieser Film solide und unterhaltsame Durchschnittskost.“

## Filmhistorische Anmerkungen
- Titel der inhaltlich veränderten amerikanischen Fernsehfassung: Kiss of Evil.

- Der Film diente Roman Polanski mit vielen Elementen als Inspirationsquelle für seinen Film Tanz der Vampire.